# Silene syngei
Silene syngei är en nejlikväxtart som först beskrevs av William Bertram Turrill, och fick sitt nu gällande namn av T.Harris och Goyder. Silene syngei ingår i släktet glimmar, och familjen nejlikväxter. Inga underarter finns listade i Catalogue of Life.